# 佐敷駅
佐敷駅（さしきえき）は、熊本県葦北郡芦北町大字花岡字西にある肥薩おれんじ鉄道線の駅である。駅番号はOR09。
芦北町の中心駅で、国鉄・JR九州鹿児島本線時代は一部特急も停車した。

## 歴史

### 年表
- 1925年（大正14年）4月15日：鉄道省肥薩線（初代）の駅として開設[1]。当時は終着駅であった。
- 1927年（昭和2年）10月17日：鹿児島本線編入により、同線の駅となる。
- 1984年（昭和59年）2月1日：貨物取扱廃止[1]。
- 1985年（昭和60年）3月14日：荷物扱い廃止[1]。
- 1987年（昭和62年）4月1日：国鉄分割民営化により、JR九州の駅となる[1]。
- 2004年（平成16年）3月13日：九州新幹線部分開業に伴う鹿児島本線（八代駅 - 川内駅間）経営移管により、肥薩おれんじ鉄道の駅となる[2]。旧2番線（中線）使用停止。
- 2005年（平成17年）5月21日：佐敷港発着のフェリー廃止に伴い、佐敷港との連絡運輸が終了。

### 駅名の由来
開業時の地名（葦北郡佐敷村）が由来。
「佐敷（さしき）」は「さし（城）」と「き（城）」が合わさって生まれた地名で、元は両方とも城を意味する言葉である。その字の通り、古代この佐敷の地には隼人防御の城があったと言われ、古くから西海道の駅家も置かれた交通の要所であったという。また、かつてこの地を訪れた弘法大師（空海）が1本の木を地面に挿したところ、その木が根を張ったことから「指木」という地名になり、その後に「佐敷」に転じたという説もある。

## 駅構造

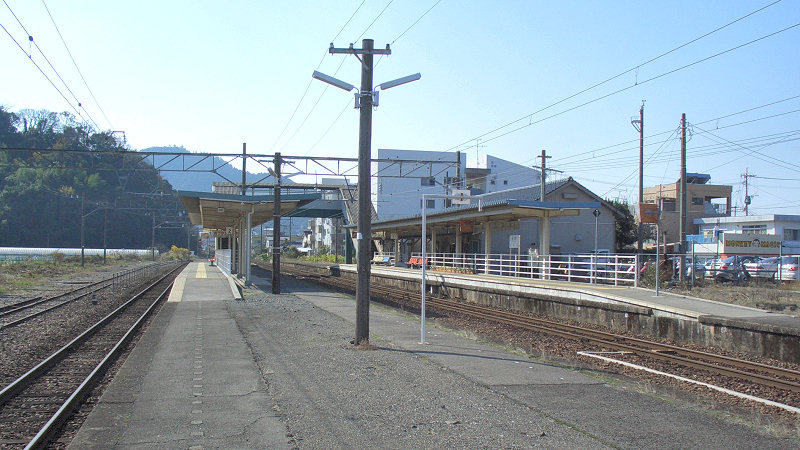
構内（2006年12月）
（左側に貨物取り扱い時に使用されていた側線やホーム跡が残る）

島式ホーム1面2線と単式ホーム1面1線を有する地上駅。NPO法人ななうらステーションが管理する簡易委託駅である。1番線の上り側と2番線（旧3番線）の隣には貨物側線や貨物ホーム跡地が残る。トイレは改札内・外にあり、改札内は男女共用、改札外は男女別。いずれも水洗式。
駅舎は1925年の開設当時に建てられた木造駅舎で、肥薩おれんじ鉄道では1923年に建てられた日奈久温泉駅駅舎に次いで2番目に古い駅舎である。
基本的に1番線を使用し、列車交換がある場合は下り列車が2番線に入る。2番線は上り列車用場内信号機や出発信号機を設けていないため、上り列車が入ることはない。
かつての国鉄・JR時代は駅舎側1番線が上り（八代・熊本・博多方面）列車、3番線が下り（出水・川内・西鹿児島方面）列車専用ホームで、中線の旧2番線のみ上下列車のどちらからも発着出来る構造であった。そのため、普通列車が旧2番線を使って特急通過待ちや熊本・八代 - 当駅間の列車の折り返しとして使われたりしていた。2004年に肥薩おれんじ鉄道に移管された際に1番線が上下列車に対応出来るよう信号設備が整備されると同時に旧3番線が現在の2番線に変更され、代わりに旧2番線が使用中止となり現在は出発信号機が横になってしまっている。また、国鉄時代は現2番線の奥に数本の貨物側線と貨物積み下ろし用のホームがあり、貨車入換を行っていた。現在もホームの一部が残り、側線の一部も電力区社員研修用の訓練線路として残っている。
国鉄・JR九州時代は待合室内に鉄道小荷物窓口、出札窓口とキヨスクが設置され駅近くの「みずあらい芦北支店」が調製した駅弁販売も行われていたが、小荷物窓口は国鉄時代1984年に閉鎖、駅弁も1990年代後半に業者廃業により発売が終了し、キヨスク自体も経営移管の際閉店となり店舗も撤去された。小荷物窓口跡には大型の掲示板が、キヨスク店舗跡地には自販機コーナーが設けられている。現在も当時の店舗の基礎部分が僅かに残っている。特急停車駅であったが、みどりの窓口やマルスは設置されず、駅係員は特急券、乗車券共常備券、補充券を手売りで発売していた。肥薩おれんじ鉄道に移管された際に自動券売機が設置されたが、出札窓口は閉鎖されること無くそのまま使用されている。
- 営業時間
  - 平日 6:20 - 17:25
  - 土休日 7:40 - 17:25

### のりば
| のりば | 路線                | 方向 | 行先             | 備考                 |
| ------ | ------------------- | ---- | ---------------- | -------------------- |
| 1      | ■肥薩おれんじ鉄道線 | 上り | 八代・新八代方面 |                      |
| 1      | ■肥薩おれんじ鉄道線 | 下り | 水俣・出水方面   | 原則としてこのホーム |
| 2      | ■肥薩おれんじ鉄道線 | 下り | 水俣・出水方面   | 列車行違い時のみ     |

- かつては近隣の佐敷港発着の天草への定期航路との連絡駅で、当駅発着列車とバス、フェリーの連絡運輸も行っていた。佐敷駅は土曜・日曜・祝日や連休を中心に佐敷港利用客で賑わっていたが、需要変化や交通整備充実、JR九州からおれんじ鉄道への経営移管等で客足が激減し、最後の定期航路であった不知火海横断フェリー（佐敷 - 大道航路）が2005年5月20日限りで運航廃止になったため、同日限りで連絡運輸を終了している。

## 利用状況
| 年度   | 1日平均 乗車人員 | 1日平均 乗降人員 |
| ------ | ---------------- | ---------------- |
| 2011年 | 347              | 715              |
| 2012年 | 304              | 630              |
| 2013年 | 293              | 601              |
| 2014年 | 270              | 558              |
| 2015年 | 275              | 558              |
| 2016年 | 267              | 549              |
| 2017年 | 284              | 574              |
| 2018年 | 263              | 556              |
| 2019年 | 277              | 573              |

## 駅周辺
周辺は商店や住宅が密集している。また、駅前の道路右手には産交バスの佐敷駅前バス停がある。
- 芦北町役場
- 芦北警察署
- 芦北町立佐敷中学校
- 熊本県立芦北支援学校
- 芦北郵便局
- 熊本県立芦北高等学校

## バス路線
- 産交バス
  - 水俣産交
  - 道の駅たのうら
- ふれあいツクールバス
  - 女島、福浦、鶴木山、田川、長崎、百木、古石、和田口、白石駅方面。運賃無料。

かつては駅前から佐敷港へのフェリー接続便や海沿いの大崎、女島、福浦、平国を経由して水俣に向かう路線、鶴ヶ浜海水浴場や鶴木山方面への路線、山側の白石駅、葛俣、古石、長崎、百木、田川方面へ多数の路線が発着していたが、町内の急激な過疎化と乗降客数の激減のため水俣産交－道の駅たのうら間以外の路線は2015年10月1日のダイヤ改正までに全て廃止され、芦北町営のコミュニティバスや乗合タクシー、スクールバスに転換された。

## 登場作品
- 放課後ていぼう日誌 - テレビアニメ版の第4話に登場する「三敷駅」のモデルとなった[13]。

## 隣の駅
※臨時快速「おれんじ食堂」の隣の停車駅は列車記事を参照のこと。
肥薩おれんじ鉄道
■肥薩おれんじ鉄道線
海浦駅（OR08） - 佐敷駅（OR09） - 湯浦駅（OR10）